# Chyriaïeve
Chyriaïeve (en ukrainien : Ширяєве, en russe : Ширяево, Chiriaïevo) est une commune urbaine de l'oblast d'Odessa, en Ukraine, et le centre administratif du raïon de Chyriaïeve. Sa population s'élevait à 6 402 habitants en 2021.

## Géographie
Chyriaïeve est située à 109 km au nord d'Odessa.

## Histoire
La première mention de ce village sous le nom de Stepanovka date de 1795 avec 36 foyers et 289 habitants. Il est fondé par des colons venus de Bulgarie et des régions du nord de la Russie. Il est traversé par la grande route des Tchoumaks reliant Odessa à la Podolie, à la Volhynie et à Balta. Cela permet le développement du commerce et de l'artisanat.
Dans la première moitié du XIXe siècle, il fait partie de l'ouïezd de Tiraspol et est classé comme volost avec une église orthodoxe, une maison de prière juive, un bureau de poste, une école paroissiale, un dispensaire, quelques maisons de commerçants et de riches artisans construites en pierre, huit échoppes, une taverne, une cave à vin et une auberge. Les habitants sont à 70% ukrainiens, 20% juifs et les 10% restants sont russes (4%), allemands ou polonais. Les terres appartiennent à la couronne impériale. Une partie peut être distribuée ou vendue. Formellement, les paysans sont libres, mais en fait ils dépendent de la couronne impériale. Une partie de la population était des colons libres qui, moyennant une taxe de 8 à 12 roubles, pouvait acheter une parcelle de terrain pour y vivre. Le village était fameux pour son grand marché hebdomadaire et ses petits marchés quotidiens.
En 1859, le village fait partie du gouvernement de Kherson et compte 402 habitants. La population atteint 1 369 habitants en 1886 et l'endroit compte désormais en plus une synagogue, une auberge et une école. Vers 1880, il y a dans la volost 3 721 orthodoxes, 12 catholiques, 32 luthériens, 10 vieux-croyants et 303 juifs. Stepanovka est partagée en trois avec un petit bourg proprement dit vivant de commerce et comprenant le manoir du principal propriétaire terrien (le capitaine de la garde impériale Sergueï Stepanovitch Chiraï qui venait ici l'été de Saint-Pétersbourg), le village d'Oulianovka et le village d'Anastassievka (Magala). La volost s'étend sur 230,90 verstes carrées. On y trouvait 717 foyers. Le recensement de 1897 indique une population de 1 899 habitants uniquement dans le bourg, dont 1 119 de religion orthodoxe et 567 Juifs.
En mars 1923, les anciens noms des villages sont changés. L'ancienne volost de Stepanovka est divisée en trois entités (villages et hameaux): Oulianovka, Chiraïevo et Mikhaïlovka. Le soviet de village de Chiraïevo est rattaché avec d'autres au bourg de Petroverovka en 1924.
La collectivisation de l'agriculture intervient entre 1924 et 1928 avec la formation de kolkhozes.
Chiraïevo devient le 20 février 1935 le centre administratif du raïon et vit essentiellement de l'agriculture avec 74% de terres labourables, surtout pour diverses variétés de blé d'hiver, le rendement étant de 16 à 20 quintaux/hectare. Le reste est consacré à l'élevage (boucherie et production laitière). le bourg dispose alors d'un petit hôpital, de quatre écoles primaires, de seize écoles primaires et moyennes, de quatre dispensaires, de dix-sept maisons populaires (dites clubs) et de trente-six bibliothèques de quartier.
Pendant la Grande Guerre patriotique, ce sont 13 018 habitants du raïon qui sont appelés à combattre. Le village est occupé par la Wehrmacht et son allié roumain pendant deux ans et neuf mois. Le raïon est libéré du 2 au 4 avril 1944. L'on compte 4 225 soldats qui ne reviennent pas du front. Neuf combattants deviennent héros de l'Union soviétique, un soldat, chevalier de l'ordre de la Gloire et plus de deux mille soldats sont décorés de divers ordres et médailles, dont cent quatre-vingt-seize anciens combattants de Chiraïevo.
Le raïon de Petroverovka est supprimé en 1959 et on inclut dans le raïon de Chiraïevo les villages de Markevitchevo, Novoelizavetovka, Novopetrovka, Katerino-Platonovka, Jovten et ses hameaux. En janvier 1963, le raïon est supprimé et Chiraïevo est intégré au raïon d'Ananiev; en 1965, Chiraïevo est de nouveau le centre administratif du raïon et devient une commune de type urbain,. En 1978, Chiraïevo comprend une usine de minoterie et un grand élevage de volailles avec incubateurs. Lorsque l'Ukraine devient indépendante, le nom de la localité est ukrainisé en Chyraïeve.
La fin des années 1990 et le début des années 2000 sont marqués par de graves difficultés financières et la faillites de plusieurs entreprises, notamment dans la construction.

## Population
Recensements (*) ou estimations de la population :
| 1859 | 1886 | 1897* | 1959* | 1970* | 1979* |
| ---- | ---- | ----- | ----- | ----- | ----- |
| 402  | 369  | 1 899 | 5 368 | 6 294 | 7 812 |

| 1989* | 2001* | 2010  | 2011  | 2012  | 2013  |
| ----- | ----- | ----- | ----- | ----- | ----- |
| 7 698 | 7 289 | 6 801 | 6 839 | 6 860 | 6 890 |

| 2014  | 2015  | 2016  | 2017  | 2018  | 2019  |
| ----- | ----- | ----- | ----- | ----- | ----- |
| 6 807 | 6 766 | 6 771 | 6 689 | 6 608 | 6 537 |

| 2021  | - | - | - | - | - |
| ----- | - | - | - | - | - |
| 6 402 | - | - | - | - | - |